# Listă de conducători de stat din 1873
1869 - 1870 - 1871 - 1872 - 1873 - 1874 - 1875 - 1876 - 1877
Aceasta este o listă a conducătorilor de stat din anul 1873:

## Europa
- Anglia: Victoria (regină din dinastia de Hanovra, 1837-1901)
- Austria: Francisc Iosif (împărat din dinastia de Habsburg-Lorena, 1848-1916; totodată, rege al Cehiei, 1848-1916; totodată, rege al Ungariei, 1848/1867-1916)
- Bavaria: Ludovic al II-lea (Otto Frederic Wilhelm) (rege din dinastia de Wittelsbach, 1864-1886)
- Belgia: Leopold al II-lea (rege din dinastia Saxa-Coburg, 1865-1909)
- Cehia: Francisc Iosif (rege din dinastia de Habsburg-Lorena, 1848-1916; totodată, împărat al Austriei, 1848-1916; totodată, rege al Ungariei, 1848/1867-1916)
- Danemarca: Christian al IX-lea (rege din dinastia de Glucksburg, 1863-1906)
- Elveția: Paul Ceresole (președinte, 1873)
- Franța: Louis Thiers (președinte, 1871-1873) și Marie Edme Patrice Maurice de Mac-Mahon (președinte, 1873-1879)
- Germania: Wilhelm I (împărat din dinastia de Hohenzollern, 1871-1888; anterior, rege al Germaniei, 1861-1871)
- Grecia: George I (rege din dinastia Glucksburg, 1863-1913)
- Imperiul otoman: Abdul-Aziz (sultan din dinastia Osmană, 1861-1876)
- Italia: Victor Emmanuel al II-lea (rege din dinastia de Savoia, 1861-1878; anterior, rege al Sardiniei, 1849-1861)
- Liechtenstein: Johannes al II-lea cel Bun (principe, 1858-1929)
- Luxemburg: Wilhelm al III-lea (mare duce din dinastia de Orania-Nassau, 1849-1890; totodată, rege al Olandei, 1849-1890)
- Monaco: Carol al III-lea (principe, 1856-1889)
- Muntenegru: Nicolae (principe din dinastia Petrovic-Njegos, 1860-1918; rege, din 1910)
- Olanda: Wilhelm al III-lea (rege din dinastia de Orania-Nassau, 1849-1890; totodată, mare duce de Luxemburg, 1849-1890)
- Portugalia: Luis I (rege din dinastia de Braganca-Saxa-Coburg-Gotha-Kohary, 1861-1889)
- România: Carol I (domnitor din dinastia Hohenzollern-Sigmaringen, 1866-1914; rege, din 1881)
- Rusia: Alexandru al II-lea Nikolaievici (împărat din dinastia Romanov-Holstein-Gottorp, 1855-1881)
- Saxonia: Johann (Nepomuk Marie Josef Anton Xaver Vinzenz Ludwig Franz de Paula Stanislaus Bernhard Paul Felix Damasus) (rege din dinastia de Wettin, 1854-1873) și Albert Frederic August (Anton Ferdinand Josef Karl Marie Baptist Nepomuk Wilhelm Xaver Georg Fidelis) (rege din dinastia de Wettin, 1873-1902)
- Serbia: Milan al IV-lea (I) (principe din dinastia Obrenovic, 1868-1889; rege, din 1882)
- Spania: Amedeo I (rege din dinastia de Savoia, 1870-1873), Estanislao Figueras y Moracas (președinte, 1873), Francisco Py y Margal (președinte, 1873), Nicolas Salmeron y Alonso (președinte, 1873) și Emilio Castelar y Ripoli (președinte, 1873-1874)
- Statul papal: Pius al IX-lea (papă, 1846-1878)
- Suedia: Oskar al II-lea (rege din dinastia Bernadotte, 1872-1907)
- Ungaria: Francisc Iosif (rege din dinastia de Habsburg-Lorena, 1848/1867-1916; totodată, împărat al Austriei, 1848-1916; totodată, rege al Cehiei, 1848-1916)

## Africa
- Așanti: Karikari (Kofi Kakari) (așantehene, 1867-1874)
- Bagirmi: Abd ar-Rahman al III-lea Gauranga al II-lea (mbang, 1871-1918)
- Barotse: Sipopa Lutangu (litunga, 1864-1876)
- Benin: Adolo (obba, cca. 1850-1888)
- Buganda: Mutesa I (Mukabaya) (kabaka, 1856-1884)
- Bunyoro: Chwa al II-lea (Kabarega) (mukama, 1869-1899)
- Burundi: Mwezi al IV-lea Gisaabo (mwami din a patra dinastie, 1852-1908)
- Dahomey: Gelele (rege, 1858-1889)
- Darfur: Muhammad Hussain ibn Muhammad Fadl (sultan, 1838/1839-1873) și Ibrahim ibn Muhammad Hussain (sultan, 1873-1874)
- Egipt: Muhammad Tevfik (vicerege, 1870-1892)
- Ethiopia: Yohannes al IV-lea (împărat, 1872-1889)
- Imerina: Ranavalona a II-a (regină, 1868-1883)
- Imperiul otoman: Abdul-Aziz (sultan din dinastia Osmană, 1861-1876)
- Kanem-Bornu: Umar ibn Muhammad (șeic din dinastia Kanembu, 1837-1853, 1854-1880)
- Lesotho: Letsie (rege, 1870-1891)
- Liberia: Joseph Jenkins Roberts (președinte, 1848-1856, 1872-1876)
- Lunda: Muteba al II-lea (ya Cikombe) (uzurpator, ?-1874) (?)
- Maroc: Sidi Mohammed (al IV-lea) ibn Abd ar-Rahman (sultan din dinastia Alaouită, 1859-1873) și Moulay Hassan I ibn Mohammed (sultan din dinastia Alaouită, 1873-1894)
- Munhumutapa: Dzuda (rege din dinastia Munhumutapa, 1870-1887)
- Oyo: Adelu (rege, 1859-1875)
- Rwanda: Kigeri al IV-lea Rwaabugiri (rege, cca. 1865-1895)
- Swaziland: interregnum (1868-1874)
- Tunisia: Muhammad al III-lea ibn Hussein as-Sadik (bey din dinastia Husseinizilor, 1859-1882)
- Wadai: Ali ibn Muhammad (sultan, 1858-1874)
- Zanzibar: Bargaș ibn Said (sultan din dinastia Bu Said, 1870-1888)

## Asia

### Orientul Apropiat
- Afghanistan: Șir Ali Khan (suveran din dinastia Barakzay, 1863-1866, 1869-1879)
- Arabia: Abdallah al III-lea ibn Faisal (imam din dinastia Saudiților/Wahhabiților, 1865-1871, 1871-1873, 1876-1885, 1889) și Saud ibn Faisal (I) (imam din dinastia Saudiților/Wahhabiților, 1871, 1873-1875)
- Bahrain: Isa I ibn Ali (emir din dinastia al-Khalifah, 1869-1923)
- Iran: Nasir ad-Din (șah din dinastia Kajarilor, 1848-1896)
- Imperiul otoman: Abdul-Aziz (sultan din dinastia Osmană, 1861-1876)
- Kuwait: Abdullah al II-lea ibn Sabbah (emir din dinastia as-Sabbah, 1866-1892)
- Oman: Turki ibn Said (imam din dinastia Bu Said, 1870-1888)
- Qatar: Muhammad ibn Thani (emir din dinastia at-Thani, 1868-1876)
- Yemen, statul Sanaa: al-Mansur Muhammad (imam, 1853-1890) și al-Mutawakkil al-Muhsin (imam, 1855-1878)

### Orientul Îndepărtat
- Atjeh: Mahmud Șah (sultan, 1870-1874)
- Birmania, statul Toungoo: Mindon Min (rege din dinastia Alaungpaya, 1853-1878)
- Brunei: Abdul Mumin (sultan, 1852-1885)
- Cambodgea: Preah Ang Reachea Vodey Preah Norodom Borommo Ream Teneavottana (rege, 1860-1904)
- China: Muzong (Zai Chun) (împărat din dinastia manciuriană Qing, 1862-1874)
- Coreea, statul Choson: Kojong (Yi Hyong) (rege din dinastia Yi, 1864-1907; împărat, din 1897)
- India: Thomas George Baring (guvernator general, 1872-1876)
- Japonia: Meiji (împărat, 1868-1912)
- Laos, statul Champassak: Chao Kham Suk (Yutti Thammathone al II-lea) (1863-1893/1900)
- Laosul superior: Un Kham (rege, 1870-1888)
- Maldive: Imad ad-Din Muhammad al III-lea (sultan, 1834-1882)
- Mataram (Jogjakarta): Abd ar-Rahman Amangkubowono al VI-lea (Mangku-bumi Gatot) (sultan, 1855-1877)
- Mataram (Surakarta): Pakubuwono al IX-lea (Bangun Kadaton) (sultan, 1861-1893)
- Nepal, statul Gurkha: Surendra Bikram Șah Bahadur Șamșir Jang (rege, 1847-1881)
- Rusia: Alexandru al II-lea Nikolaievici (împărat din dinastia Romanov-Holstein-Gottorp, 1855-1881)
- Thailanda, statul Ayutthaya: Pra Chulachomklao (Chulalongkorn, Rama al V-lea) (rege din dinastia Chakri, 1868-1910)
- Tibet: nGag-dbang bLo-bzang Phrin-las rgya-mtsho (dalai lama, 1858-1875)
- Tibet: Panchen dPal-ldan Ch'os-kyi gRags-pa (Chokye Trakpa) (panchen lama, 1857-1882)
- Vietnam: Tu Duc (Nguyen Duc-Tong) (împărat din dinastia Nguyen, 1848-1883)

## America
- Argentina: Domingo Faustino Sarmiento (președinte, 1868-1874)
- Bolivia: Tomas Frias y Baptista (președinte, 1872-1873, 1874-1876) și Adolfo Ballivian (președinte, 1873-1874)
- Brazilia: Pedro al II-lea (împărat din dinastia de Braganca, 1831-1889)
- Canada: Frederick Temple Hamilton-T.Blackwood (guvernator general, 1872-1878)
- Chile: Federico Errazuriz Zanartu (președinte, 1871-1876)
- Columbia: Manuel Murillo Toro (președinte, 1864-1866, 1872-1874)
- Costa Rica: Tomas Guardia Gutierrez (președinte, 1870-1876, 1877-1881, 1882)
- Republica Dominicană: Buenaventura Baez (președinte, 1849-1853, 1856-1857, 1865-1866, 1868-1873, 1876-1878) și Ganier D'Abin (președinte, 1873-1874)
- Ecuador: Gabriel Garcia Moreno (președinte, 1859-1865, 1869-1875)
- El Salvador: Santiago Gonzalez (președinte, 1871-1872, 1872-1876) și Manuel Mendez (președinte, 1872)
- Guatemala: Miguel Garcia Granados (președinte, 1871-1873) și Justo Rufino Barrios (președinte, 1873-1876, 1876-1882, 1883-1885)
- Haiti: Nissage Saget (președinte, 1870-1874)
- Honduras: Celeo Arias (președinte, 1872-1873) și Ponciano Leiva (președinte, 1873-1875, 1876, 1885, 1886, 1891-1893)
- Mexic: Sebastian Lerdo de Tejada (președinte, 1872-1876)
- Nicaragua: Jose Vicente Cuadra (președinte, 1871-1875)
- Paraguay: Salvador Jovellanos (președinte, 1871-1874)
- Peru: Manuel Pardo (președinte, 1872-1876)
- Statele Unite ale Americii: Ulysses Sidney Grant (președinte, 1869-1877)
- Uruguay: Tomas Gomensoro (președinte, 1872-1873) și Jose Pedro Ellauri (președinte, 1873-1875)
- Venezuela: Antonio Guzman Blanco (caudillo, 1870-1877, 1879-1884, 1886-1887)

## Oceania
- Hawaii: Lunalilo (William Charles) (rege, 1873-1874)
- Noua Zeelandă: George Fergusson Bowen (guvernator, 1868-1873) și James Fergusson (guvernator, 1873-1874)
- Tonga: George Tupou I (rege, 1845-1893)